# Zabłocie (województwo śląskie)
Zabłocie (czes. Záblatí, niem. Zablatz, Zablatsch) – wieś sołecka w Polsce, położona w województwie śląskim, w powiecie cieszyńskim, w gminie Strumień. Wieś leży w historycznych granicach regionu Śląska Cieszyńskiego, geograficznie zaś leży w regionie Dolina Górnej Wisły, będącej częścią Kotliny Oświęcimskiej. Jej powierzchnia wynosi 746 ha (7,46 km²), a ludność 1316, tj. 176,4 os./km². W latach 1975–1998 miejscowość należała administracyjnie do województwa bielskiego.

## Integralne części wsi
| SIMC    | Nazwa   | Rodzaj    |
| ------- | ------- | --------- |
| 0068268 | Budy    | część wsi |
| 0068274 | Czuchów | część wsi |
| 0068280 | Pasieki | część wsi |

## Historia
Pierwsza pisemna wzmianka pochodzi 1486. Na przestrzeni XV-XVI w Zabłocie rozwinęło się z kilku domostw liczącej osady do stosunkowo dużej wsi, m.in. dzięki właścicielowi wsi Mikołajowi Brodeckiemu, który zagospodarował obszar miejscowości pod hodowlę ryb, co obok rolnictwa stało się podstawowym zajęciem ludności Zabłocia, szczególnie do połowy XIX wieku. W latach 1573/1577-1594 Zabłocie znajdowało się w granicach wydzielonego z księstwa cieszyńskiego skoczowsko-strumieńskiego państwa stanowego. Zniesienie poddaństwa chłopów w 1848 r. umożliwiło ludności wiejskiej zatrudnienia się w rozwijającym przemyśle, np. cukrowni w Chybiu wybudowanej w latach 1880-1882. Wydarzeniem, które wprawdzie nie przyniosło ludności Zabłocia korzyści bezpośrednich, ale przyczyniło się do upowszechnienia nazwy wsi, było odkrycie w 1891 r. zasobów jednej z najbogatszych w Europie solanek jodowo-bromowych i uruchomienie jej wydobycia. Wraz z wyraźnym ożywieniem gospodarczym poprawiła się również sytuacja w oświacie. Wieś nie posiadała szkoły, dlatego dzieci uczęszczały do szkoły parafialnej w Strumieniu. W latach siedemdziesiątych nadbudowano piętro nad parterową szkoła prowizoryczną i w niej uruchomiono szkołę państwową. 
Według austriackiego spisu ludności z 1900 w 126 budynkach w Zabłociu na obszarze 806 hektarów mieszkało 871 osób, co dawało gęstość zaludnienia równą 108,1 os./km². z tego 858 (98,5%) mieszkańców było katolikami, 6 (0,7%) ewangelikami a 7 (0,8%) wyznawcami judaizmu, 850 (97,6%) było polsko-, 7 (0,8%) niemiecko- a 2 (0,2%) czeskojęzycznymi. Do 1910 roku liczba budynków wzrosła do 129 a mieszkańców do 917, z czego 895 zameldowanych było na stałe, 903 (98,5%) było katolikami, 6 (0,7%) ewangelikami a 8 (0,9%) żydami, 885 (98,9%) było polsko- a 10 (1,1%) niemieckojęzycznymi.
W 1911 r. Zabłocie ze Strumieniem połączył na stałe żelazny most na Wiśle. W 1914 r. wybudowano dalszych 50 budynków w tym 2 charakterystyczne: gospodę i sklep M. Sirbibera oraz gospodę i sklep M. Thiebergra. W 1912 r. powstał oddział OSP. W tym samym roku wybudowano i oddano do użytku pierwszą remizę.
Po zakończeniu I wojny światowej tereny, na których leży miejscowość – Śląsk Cieszyński stał się punktem sporu pomiędzy Polską i Czechosłowacją. W 1918 roku na bazie Straży Obywatelskiej miejscowi Polacy utworzyli lokalny oddział Milicji Polskiej Śląska Cieszyńskiego, który podlegał organizacyjnie 13 kompanii w Strumieniu.
Naukę w nowej szkole rozpoczęto w 1948 r. Budynek starej szkoły przebudowano na przedszkole, mieszkania nauczycielskie i świetlicę wiejską. W 1992 r. Zabłocianie przy poparciu księdza dziekana Oskara Kuśki i całego dekanatu strumieńskiego rozpoczęli budowę kościoła katolickiego.
Do początku lat 80. XX w. z utworów miocenu eksploatowano tutejszą solankę jodowo-bromową, z której w miejscowej warzelni produkowano znaną zabłocką sól leczniczą. Podejmowane są próby kontynuacji tej produkcji. W Zabłociu podjęto również wydobycie leczniczego torfu (borowiny) dla potrzeb Uzdrowiskowego Zakładu Przyrodoleczniczego w Ustroniu.

## Religia
Na terenie wsi działalność duszpasterską prowadzi Kościół Rzymskokatolicki (parafia Matki Bożej Różańcowej)

## Sport
Na terenie miejscowości działa piłkarski klub sportowy LKS Orzeł Zabłocie, który występuje w B klasie Podkregu Skoczów.